# Tenuiphantes flavipes
Tenuiphantes flavipes là một loài nhện trong họ Linyphiidae.
Loài này thuộc chi Tenuiphantes. Tenuiphantes flavipes được John Blackwall miêu tả năm 1854.